# Clase Gerald R. Ford
La clase Gerald R. Ford (o clase Ford) es una serie de portaaviones de la Armada de los Estados Unidos de propulsión nuclear que actualmente se está construyendo. La clase, con un total planificado de diez barcos, reemplazará a los portaaviones actuales de la Marina estadounidense en una base de uno por uno, comenzando con el barco líder, USS Gerald R. Ford (CVN-78), reemplazando al USS Enterprise (CVN-65), y posteriormente reemplazando a los portaaviones de la clase Nimitz existentes. 
Los nuevos buques utilizan un diseño de casco similar a los portaaviones clase Nimitz, pero muchos aspectos de su diseño serán diferentes, la aplicación de nuevas tecnologías desarrolladas desde el diseño inicial de la clase anterior (por ejemplo, el sistema de catapultas electromagnéticas, EMALS), así como otras características de diseño dirigidas a mejorar la eficiencia y los costes de funcionamiento, incluyendo la necesidad de una tripulación más reducida. El primer buque de la clase, llamado Gerald R. Ford, tendrá el número de casco CVN-78. Esta clase de portaaviones lleva el nombre del expresidente estadounidense Gerald R. Ford. El primer barco de la clase, CVN-78, se adquirió en 2008 y se puso en servicio el 22 de julio de 2017. Se espera que el segundo barco de la clase, USS John F. Kennedy (CVN-79), entre en servicio en servicio en 2024.

## Características

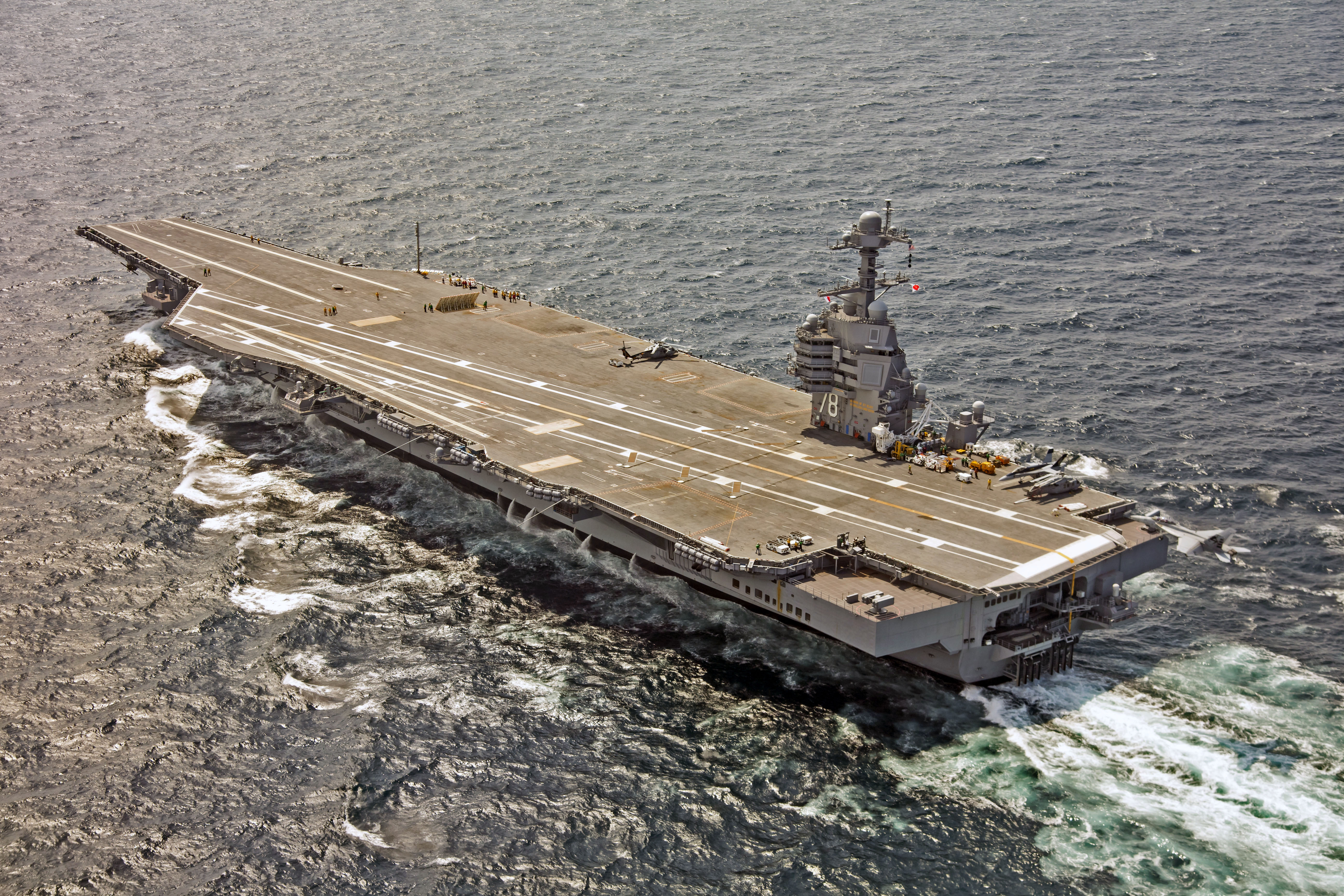
El Gerald R. Ford, cabeza de la serie, en 2017.

Los portaaviones clase Ford incorporarán algunas características de diseño nuevas, que incluye:
- Cable de parada avanzado.[8]
- Automatización, que reduce la tripulación en varios cientos en comparación a los portaaviones clase Nimitz.
- El sistema de misiles RIM-162 Evolved Sea Sparrow actualizado.[8]
- El radar de banda dual AN/SPY-3, desarrollado para los destructores clase Zumwalt.
- Un sistema de catapultas electromagnéticas (EMALS) en lugar de las catapultas de vapor tradicionales para el despegue de aeronaves.[8]
- Un nuevo reactor nuclear (el reactor A1B) para una mayor generación de energía.
- Características furtivas que ayudan a reducir la firma radárica.
- La capacidad para transportar hasta 90 aeronaves, incluyendo el Boeing F/A-18E/F Super Hornet, Boeing EA-18G Growler, Grumman C-2 Greyhound, Northrop Grumman E-2 Hawkeye y Lockheed Martin F-35C Lightning II, helicópteros Sikorsky SH-60 Seahawk y vehículos aéreos no tripulado como el Northrop Grumman X-47B.[9][10]

La Armada cree que con la incorporación de los más modernos equipos y un amplio uso de automatización, será capaz de reducir la necesidad de tripulación y el coste total de los futuros portaaviones. La principal característica reconocida en comparación con portaaviones anteriores será la ubicación de la isla más hacia popa. La reubicación de la isla permitirá al portaaviones sostener 140-160 salidas por día, con una capacidad de aumento a 220 vuelos.
La mayor diferencia visible con respecto a los superportaviones anteriores es la ubicación más a popa de la isla (superestructura). Los portaaviones de clase Gerald R. Ford tendrán un coste de vida útil reducido debido en parte a la reducción del tamaño de la tripulación. Estos barcos están destinados a sostener 160 salidas por día durante más de 30 días, con una capacidad de aumento de 270 salidas por día.  El Director de Pruebas Operativas, Michael Gilmore, ha criticado las suposiciones utilizadas en estos pronósticos como poco realistas y ha indicado que serían aceptables tasas de salidas similares a las 120/240 por día de la clase Nimitz.

## Desarrollo

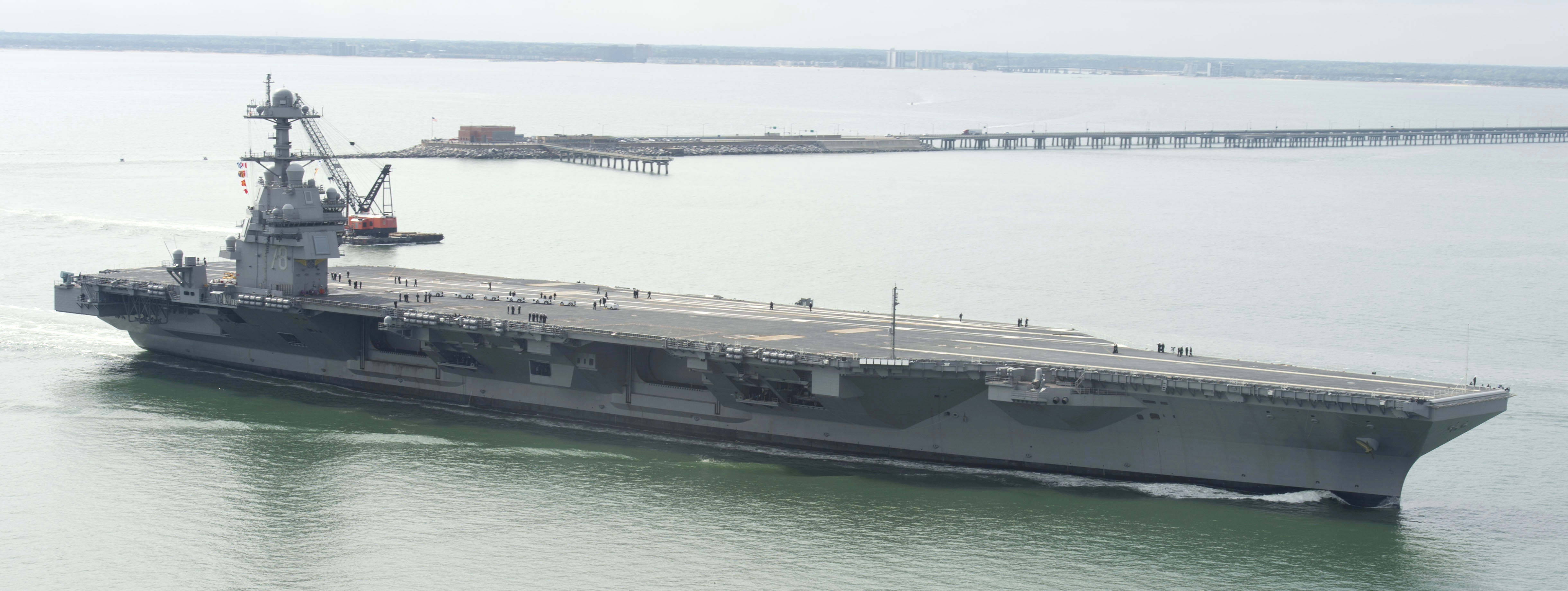
El Gerald R. Ford (CVN-78) llegó a la Estación Naval de Norfolk después de siete días de pruebas de constructores en abril de 2017.

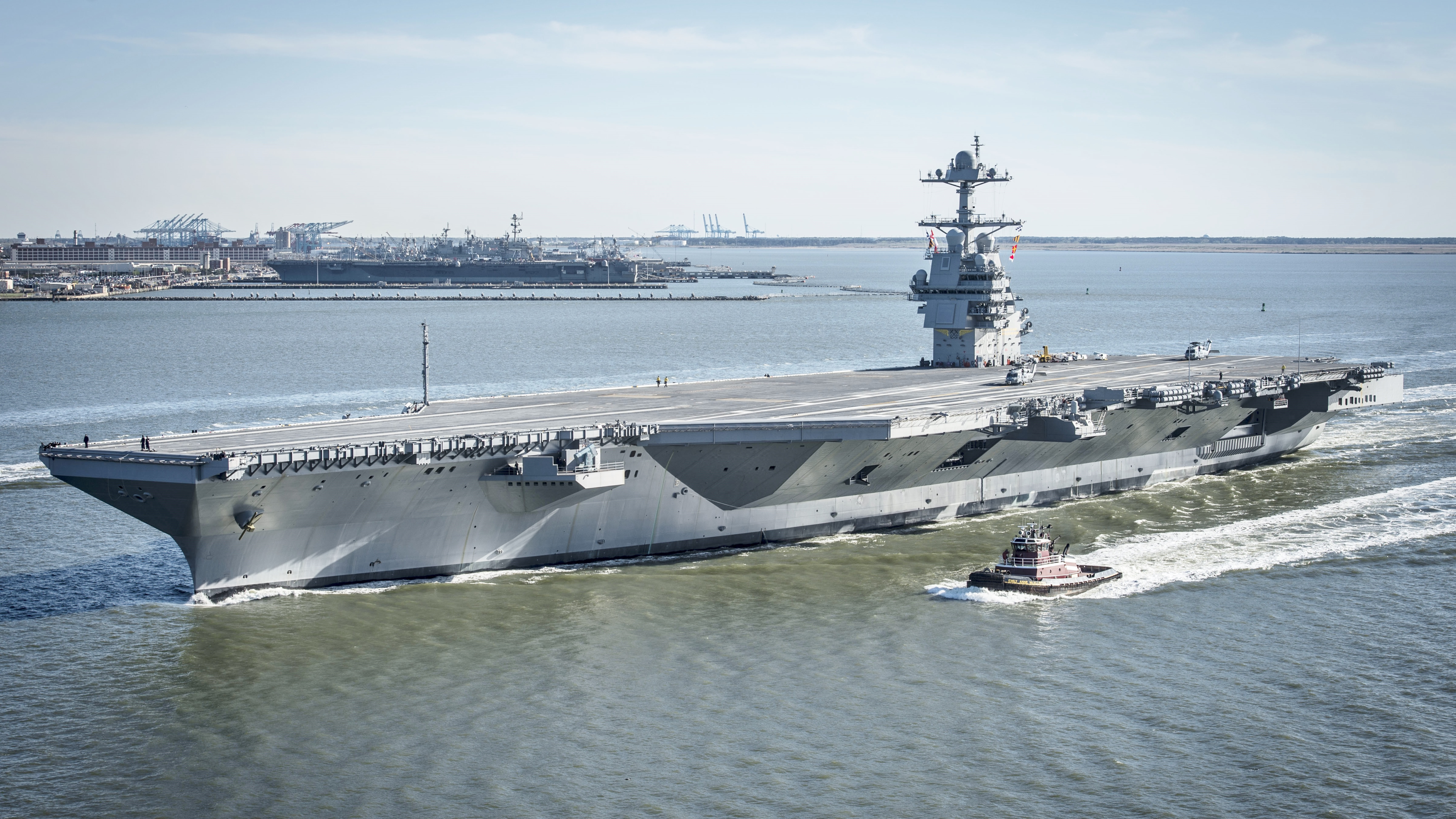
El Gerald R. Ford en pruebas de mar en abril de 2017.

Los actuales portaaviones de la clase Nimitz en el servicio naval de los EE. UU. han sido parte de la estrategia de proyección de potencia de los Estados Unidos desde que Nimitz fue comisionado en 1975. Con un desplazamiento de aproximadamente 100,000 toneladas cuando está completamente cargado, un portaaviones de la clase Nimitz puede navegar a más de 30 nudos (56 km/h; 35 mph), navega sin reabastecimiento durante 90 días y lanza aviones para atacar objetivos a cientos de millas de distancia. La resistencia de la clase Nimitz se ejemplifica con el USS Theodore Roosevelt, que pasó 159 días navegando durante la Operación Libertad Duradera sin visitar un puerto ni repostar.
El diseño de Nimitz se ha adaptado a muchas tecnologías nuevas a lo largo de las décadas, pero tiene una capacidad limitada para admitir los avances técnicos más recientes. Como dijo un informe de Rand de 2005: "Los mayores problemas que enfrenta la clase Nimitz son la capacidad limitada de generación de energía eléctrica y el aumento del peso del barco impulsado por la actualización y la erosión del margen del centro de gravedad necesario para mantener la estabilidad del barco".
Con estas limitaciones en mente, la Marina de los Estados Unidos desarrolló lo que inicialmente se conoció como el programa CVN-21, que evolucionó a CVN-78, el del Gerald R. Ford. Se realizaron mejoras mediante el desarrollo de tecnologías y un diseño más eficiente. Los principales cambios de diseño incluyen una cabina de vuelo más grande, mejoras en el manejo de armas y materiales, un nuevo diseño de planta de propulsión que requiere menos personas para operar y mantener, y una nueva isla más pequeña que se ha empujado hacia atrás. Los avances tecnológicos en electromagnetismo han llevado al desarrollo de un Sistema de lanzamiento de aeronaves electromagnéticas (EMALS) y un Equipo de detención avanzado (AAG). Un sistema de guerra integrado, el Sistema de Autodefensa de Barcos (SSDS), se ha desarrollado para permitir que la nave asuma más fácilmente nuevas misiones. El nuevo radar de banda dual (DBR) combina el radar de banda S y banda X.
Estos avances permitirán que los nuevos portaaviones de la clase Gerald R. Ford realicen un 25 % más de salidas, generen el triple de energía eléctrica con mayor eficiencia y ofrezcan mejoras en la calidad de vida de la tripulación.

### Cabina de vuelo

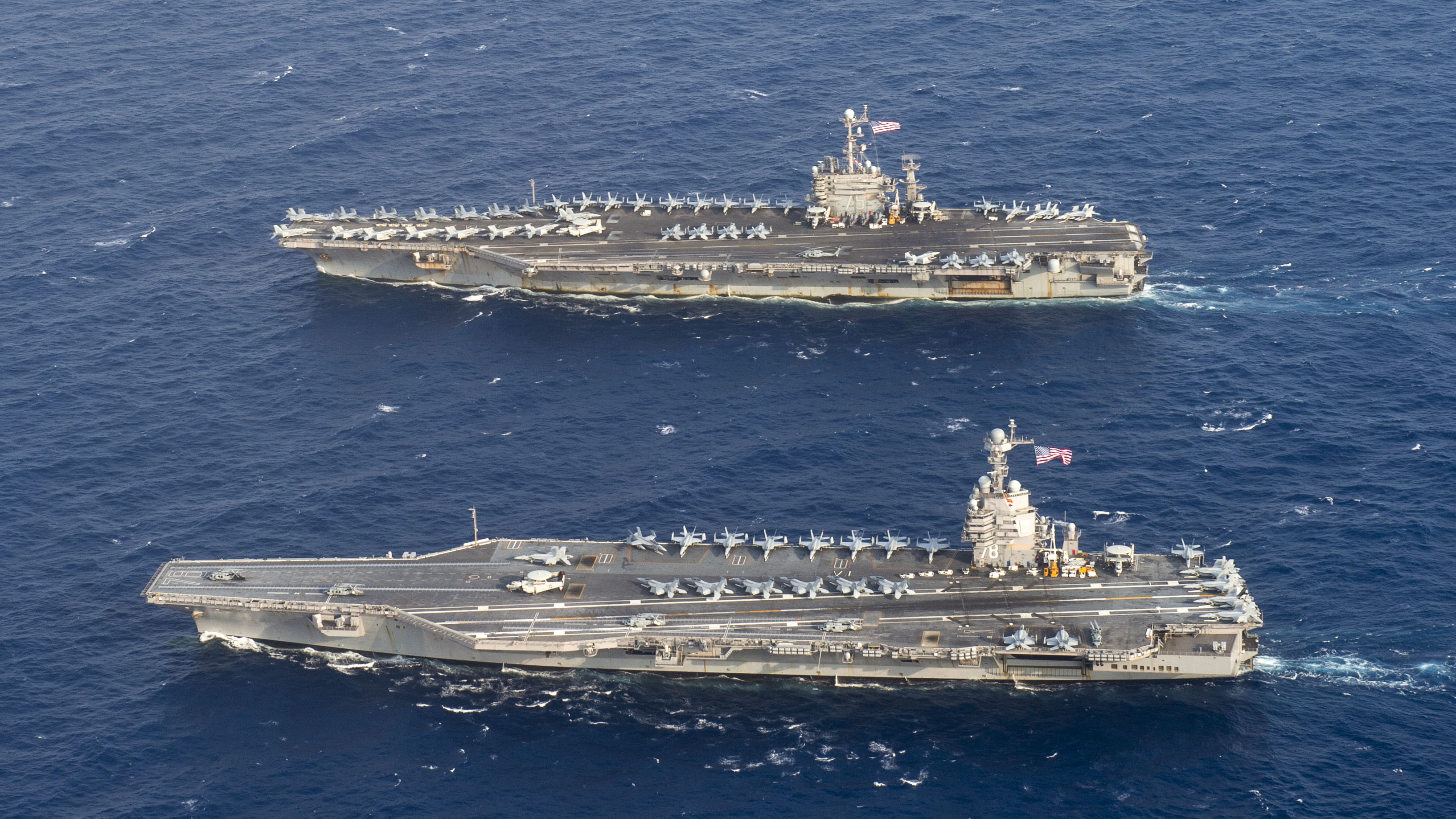
El USS Gerald R. Ford (CVN-78) navegando junto al USS Harry S. Truman (CVN-75), de la anterior clase Nimitz, año 2020.

La catapulta n.° 4 de la clase Nimitz no puede lanzar aeronaves completamente cargadas debido al bajo espacio libre de las alas a lo largo del borde de la cabina de vuelo.
El movimiento de armas desde el almacenamiento y el montaje hasta la aeronave en la cabina de vuelo también se ha simplificado y acelerado. Las municiones se elevarán a la ubicación de rearme centralizado a través de elevadores de armas de mayor capacidad que utilizan motores lineales. Estos ascensores están ubicados de modo que las municiones no necesiten atravesar áreas de movimiento de aeronaves, lo que reduce los problemas de tráfico en los hangares y en la cabina de vuelo. En 2008, el contraalmirante Dennis M. Dwyer dijo que estos cambios harán hipotéticamente posible rearmar los aviones en "minutos en lugar de horas".

### Generación de energía
El nuevo reactor A1B Bechtel para la clase Gerald R. Ford es más pequeño y simple, requiere menos tripulación y, sin embargo, es mucho más potente que el reactor A4W de la clase Nimitz. Se instalarán dos reactores en cada portaaviones clase Gerald R. Ford, proporcionando una capacidad de generación de energía al menos un 25% mayor que los 550 MW (térmicos) de los dos reactores A4W en un portaaviones clase Nimitz. Se triplicará la porción de energía térmica destinada a la generación eléctrica.
La planta de propulsión y energía de los portaaviones de la clase Nimitz se diseñó en la década de 1960, cuando las tecnologías a bordo requerían menos energía eléctrica. "Las nuevas tecnologías agregadas a los barcos de la clase Nimitz han generado una mayor demanda de electricidad; la carga base actual deja poco margen para satisfacer la creciente demanda de energía".
Los barcos de la clase Gerald R. Ford convierten el vapor en energía conectándolo a cuatro generadores de turbina principales (MTG) para generar electricidad para los principales sistemas de barcos y las nuevas catapultas electromagnéticas. Los barcos de la clase Gerald R. Ford utilizan turbinas de vapor para la propulsión.
Una mayor potencia de salida es un componente importante del sistema de guerra integrado. Los ingenieros tomaron medidas adicionales para garantizar que fuera posible integrar avances tecnológicos imprevistos en un portaaviones de clase Gerald R. Ford. La Armada espera que la clase Gerald R. Ford sea parte de la flota durante 90 años, hasta el año 2105, lo que significa que la clase debe aceptar con éxito la nueva tecnología a lo largo de las décadas. Solo la mitad de la capacidad de generación de energía eléctrica es utilizada por los sistemas planificados actualmente, y la mitad restante está disponible para tecnologías futuras.

### Sistema electromagnético de lanzamiento de aeronaves

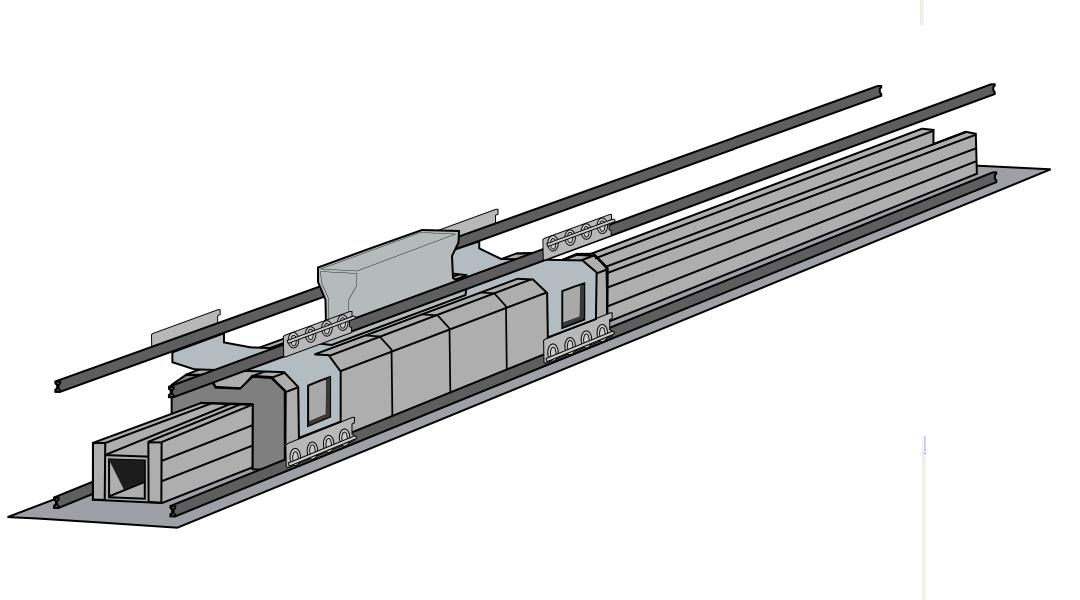
Un dibujo del motor de inducción lineal de EMALS

El Sistema de lanzamiento de aeronaves electromagnéticas (EMALS) lanza aeronaves por medio de una catapulta que emplea un motor de inducción lineal en lugar del pistón de vapor utilizado en la clase Nimitz. El EMALS acelera las aeronaves con más suavidad, ejerciendo menos presión sobre sus fuselajes. El EMALS también pesa menos, se espera que cueste menos y requiera menos mantenimiento, y puede lanzar aeronaves más pesadas y más livianas que un sistema impulsado por pistón de vapor. También reduce el requerimiento de agua dulce del portaaviones, reduciendo así la demanda de desalinización intensiva en energía.

### Sistema de aterrizaje de tren de detención avanzado
Los electroimanes también se están utilizando en el nuevo sistema Advanced Arresting Gear (AAG). El sistema actual se basa en la hidráulica para reducir la velocidad y detener un avión que aterriza. Si bien el sistema hidráulico es efectivo, como lo demuestran más de cincuenta años de implementación, el sistema AAG ofrece una serie de mejoras. El actual sistema no puede capturar vehículos aéreos no tripulados (UAV) sin dañarlos debido a las tensiones extremas en la estructura del avión. Los UAV no tienen la masa necesaria para impulsar el gran pistón hidráulico que se usa para atrapar aviones tripulados más pesados. Mediante el uso de electromagnetismo, la absorción de energía es controlada por un motor turboeléctrico. Esto hace que la trampa sea más suave y reduce el impacto en los fuselajes. Aunque el sistema tendrá el mismo aspecto desde la cabina de mando que su predecesor, será más flexible, seguro y fiable, y requerirá menos mantenimiento y personal.

### Sensores y sistemas de autodefensa
Otra adición a la clase Gerald R. Ford es un sistema de radar de barrido electrónico activo de detección y búsqueda. Raytheon estaba desarrollando el radar de doble banda (DBR) tanto para los destructores de misiles guiados de clase Zumwalt como para los portaaviones de clase Gerald R. Ford. La isla se puede mantener más pequeña reemplazando de seis a diez antenas de radar con un solo radar de seis caras. El DBR funciona combinando el radar multifunción AN/SPY-3 de banda X con los emisores de radar de búsqueda de volumen (VSR) de banda S, distribuidos en matrices trifásicas. El radar de banda S se eliminó más tarde de los destructores Zumwalt para ahorrar dinero.

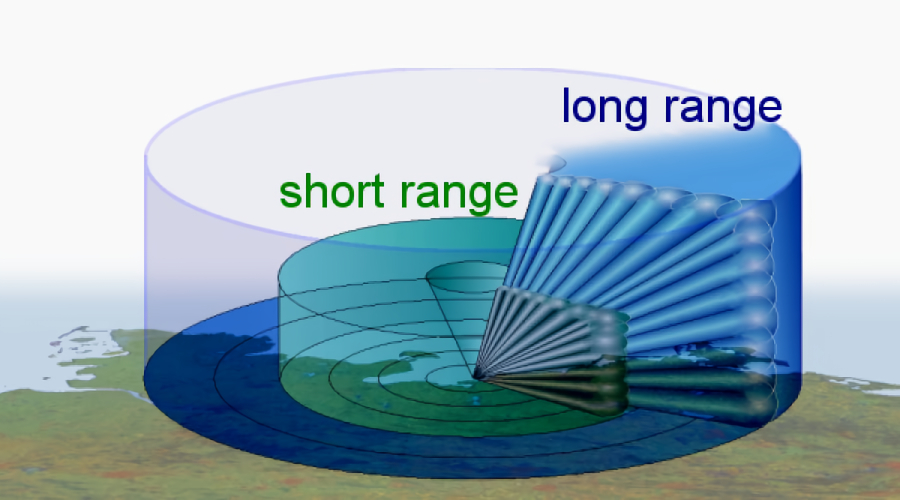
Diagrama de proyecciones de conex de radar de haz de rayos electrónico vertical AN/SPY-3

Las tres caras dedicadas al radar de banda X manejan el seguimiento a baja altitud y la iluminación del radar, mientras que las tres caras de banda S manejan la búsqueda y el seguimiento de objetivos independientemente del clima. "Al operar simultáneamente en dos rangos de frecuencia electromagnética, el DBR marca la primera vez que esta funcionalidad se logra utilizando dos frecuencias coordinadas por un solo administrador de recursos".
Este nuevo sistema no tiene partes móviles, por lo tanto, minimiza los requisitos de mantenimiento y dotación para la operación. El AN/SPY-3 consta de tres matrices activas y los gabinetes del receptor/excitador (REX) sobre la cubierta y el subsistema del procesador de señales y datos (SDP) debajo de la cubierta. El VSR tiene una arquitectura similar, conformación de haces y banda estrecha con funcionalidad de conversión descendente que ocurre en dos gabinetes adicionales por arreglo. Un controlador central (el administrador de recursos) reside en el Procesador de datos (DP). El DBR es el primer sistema de radar que utiliza un controlador central y dos radares de matriz activa que operan a diferentes frecuencias. El DBR obtiene su energía del Common Array Power System (CAPS), que comprende Unidades de conversión de energía (PCU) y Unidades de distribución de energía (PDU). El DBR se enfría a través de un sistema de enfriamiento de circuito cerrado llamado Common Array Cooling System (CACS).
El Enterprise Air Surveillance Radar (EASR) es un radar de vigilancia de nuevo diseño que se instalará en el segundo portaaviones de clase Gerald R. Ford, USS John F. Kennedy (CVN-79), en lugar del radar de doble banda. Los barcos de asalto anfibio de clase America que comienzan con LHA-8 y el LX(R) planeado también tendrán este radar. El costo inicial por unidad de la suite EASR será de aproximadamente $180 millones menos que el DBR, para el cual la estimación es de aproximadamente $500 millones.

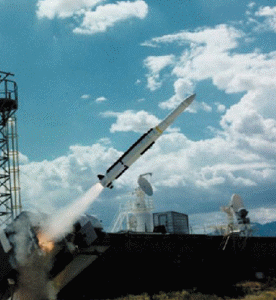
Lanzamiento de un misil RIM-162 Evolved SeaSparrow

### Posibles mejoras
Los futuros sistemas de defensa, como las armas de energía dirigida por láser de electrones libres, las armaduras eléctricas y los sistemas de seguimiento, requerirán más potencia. "Solo se necesita la mitad de la capacidad de generación de energía eléctrica en CVN-78 para ejecutar los sistemas planificados actualmente, incluido EMALS. Por lo tanto, CVN-78 tendrá las reservas de energía de las que carece la clase Nimitz para ejecutar láseres y armaduras eléctricas". La adición de nuevas tecnologías, sistemas de energía, diseño de diseño y mejores sistemas de control da como resultado una mayor tasa de salida del 25% sobre la clase Nimitz y una reducción del 25% en la mano de obra requerida para operar.
La tecnología de gestión de residuos se implementará en Gerald R. Ford codesarrollado con la División Carderock del Centro Naval de Guerra de Superficie, PyroGenesis Canada Inc., recibió en 2008 el contrato para equipar el barco con un Sistema de Destrucción de Desechos de Arco de Plasma (PAWDS). Este sistema compacto tratará todos los residuos sólidos combustibles generados a bordo del buque. Después de haber completado las pruebas de aceptación de fábrica en Montreal, se programó el envío del sistema al astillero Huntington Ingalls a fines de 2011 para su instalación en el portaaviones.

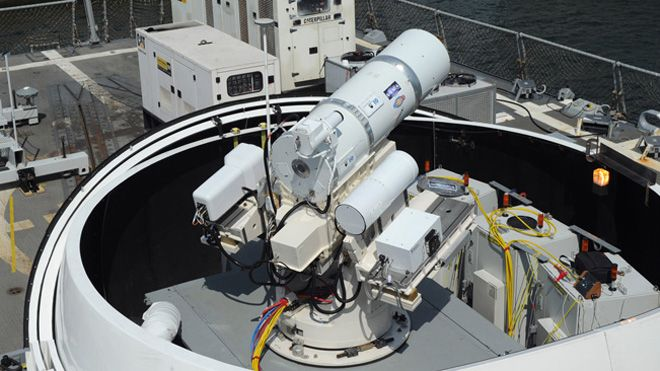
Prototipo de láser AN/SEQ-3 durante una prueba a bordo

La Marina estadounidense está desarrollando un láser de electrones libres (FEL) para defenderse de los misiles de crucero y los enjambres de embarcaciones pequeñas.

### Diseño 3D asistido por ordenador
Newport News Shipbuilding utilizó un modelo de producto tridimensional a escala real desarrollado en Dassault Systèmes CATIA V5 para diseñar y planificar la construcción de la clase de portaaviones Gerald R. Ford.
La clase CVN 78 fue diseñada para tener mejores rutas de movimiento de armas, eliminando en gran medida los movimientos horizontales dentro de la nave. Los planes actuales exigen que los elevadores de armas avanzados pasen de las áreas de almacenamiento a las áreas dedicadas al manejo de armas. Los marineros usarían carros motorizados para mover las armas desde el almacenamiento hasta los ascensores en diferentes niveles de los almacenes de armas. Se están considerando motores lineales para los elevadores de armas avanzados. Los ascensores también se reubicarán de manera que no impidan las operaciones de las aeronaves en la cabina de vuelo. El rediseño de las rutas de movimiento de armas y la ubicación de los elevadores de armas en la cabina de vuelo reducirá la mano de obra y contribuirá a una tasa de generación de salidas mucho más alta.

### Complemento de aviones planeado
La clase Gerald R. Ford está diseñada para acomodar la nueva variante de avión de combate Joint Strike Fighter (F-35C), pero los retrasos en el desarrollo y las pruebas de aeronaves han afectado las actividades de integración en CVN-78. Estas actividades de integración incluyen probar el F-35C con EMALS del CVN-78 y el sistema avanzado de engranajes de detención y probar las capacidades de almacenamiento del barco para las baterías, neumáticos y ruedas de iones de litio del F-35C. Como resultado de los retrasos en el desarrollo del F-35C, la Marina de los EE. UU. no desplegará el avión hasta al menos 2018, un año después de la entrega del CVN-78. Como resultado, la Marina ha aplazado las actividades críticas de integración del F-35C, lo que presenta un riesgo de incompatibilidades del sistema y costosas modificaciones al barco después de que se entregue a la Marina.

### Alojamiento de la tripulación

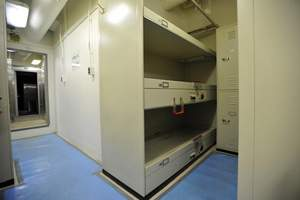
Un grupo de literas típicas en un portaaviones clase Gerald R. Ford de tres estantes por sección

Los sistemas que reducen la carga de trabajo de la tripulación han permitido que la compañía del barco en portaaviones de clase Gerald R. Ford totalice solo 2.600 marineros, unos 700 menos que un portaaviones de clase Nimitz. Las enormes áreas de atraque para 180 hombres en la clase Nimitz se reemplazan por áreas de atraque para 40 estantes en los portaaviones de la clase Gerald R. Ford. Los atraques más pequeños son más silenciosos y el diseño requiere menos tráfico peatonal a través de otros espacios. Por lo general, los estantes se apilan de tres en tres, con espacio para casilleros por persona. Los atracaderos no cuentan con bastidores modernos "para sentarse" con más espacio para la cabeza; Los estantes inferior y medio solo acomodan a un marinero acostado. Cada atraque tiene una cabecera asociada, que incluyen duchas, inodoros con sistema séptico alimentado por vacío (sin urinarios ya que los atracaderos están construidos sin distinción de género) y lavabos para reducir los viajes y el tráfico para acceder a esas instalaciones. Los salones habilitados para Wi-Fi están ubicados al otro lado del pasillo en espacios separados de los estantes de atraque.
Desde el despliegue, los dos primeros portaaviones de la clase han tenido problemas con la plomería del sistema de desechos. Las tuberías eran demasiado angostas para manejar la carga de usuarios, lo que provocó que la aspiradora fallara y los inodoros se obstruyeran repetidamente. Para aliviar el problema, se han utilizado soluciones de limpieza ácidas especializadas para limpiar el sistema de alcantarillado. Estos tratamientos de limpieza cuestan alrededor de $ 400,000 cada vez, lo que resulta en un aumento sustancial no planificado en el gasto de por vida de operar estos barcos según la GAO. Estas limpiezas deberán realizarse durante la vida útil del buque.

### Instalaciones médicas
El USS Gerald R. Ford, el primero en su clase, tiene un hospital a bordo que incluye un laboratorio completo, farmacia, quirófano, unidad de cuidados intensivos de 3 camas, sala de emergencias de 2 camas y sala de hospital de 41 camas, atendido por 11 médicos y 30 médicos de hospitales.

## Construcción

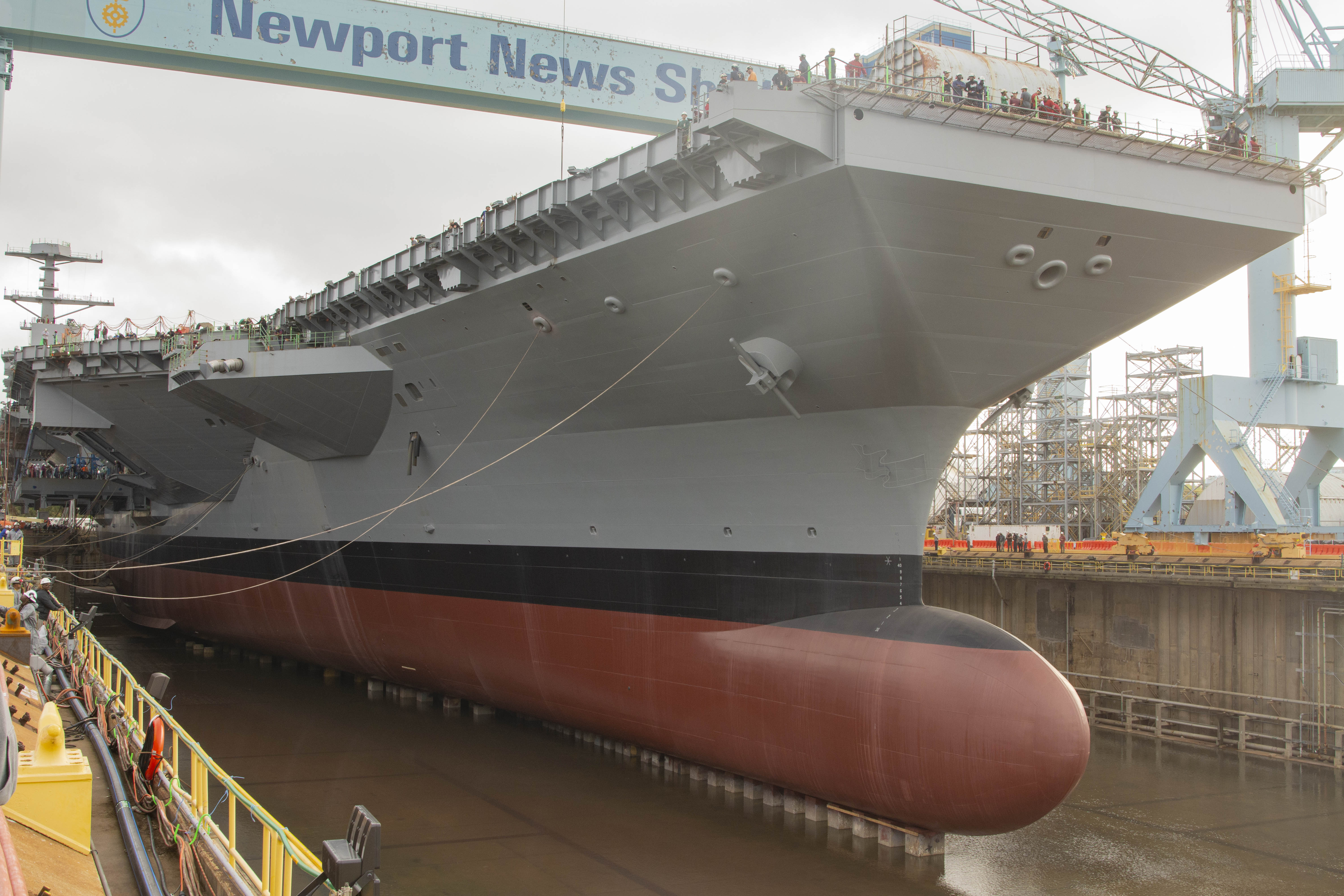
El John F. Kennedy en construcción, 2019.

La construcción del primer buque de la clase, CVN-78 Gerald R. Ford, comenzó oficialmente el 11 de agosto de 2005, cuando Northrop Grumman realizó un corte de acero ceremonial para una placa de 15 toneladas que formaría parte de una unidad de armazón lateral del portaaviones, pero la construcción comenzó en serio a principios de 2007. El portaaviones se ensambló en Newport News Shipbuilding, una división de Huntington Ingalls Industries (anteriormente Northrop Grumman Shipbuilding) en Newport News, Virginia. Este es el único astillero en los Estados Unidos que puede construir portaaviones de propulsión nuclear.
En 2005, se estimó que Gerald R. Ford costaría al menos 13 mil millones de dólares: 5 mil millones de $ para investigación y desarrollo más 8 mil millones de $ para construir. Un informe de 2009 elevó la estimación a 14 mil millones de $, incluidos 9 mil millones de $ para la construcción. En 2013, el coste del ciclo de vida por día operativo de un grupo de ataque de un portaaviones (incluidas las aeronaves) se estimó en 6,5 millones de $ por el Center for New American Security.
Originalmente, se autorizó la construcción de un total de tres portaaviones, pero si los portaaviones de clase Nimitz y el USS Enterprise (CVN-65) fueran reemplazados uno por uno, se requerirían 11 portaaviones durante la vida del programa. El último portaaviones de la clase Nimitz será dado de baja en 2058.
En un discurso el 6 de abril de 2009, el secretario de Defensa, Robert Gates, anunció que cada portaaviones de la clase Gerald R. Ford se construiría durante cinco años, lo que generaría un "camino fiscalmente más sostenible" y una flota de 10 portaaviones después de 2040. Eso cambió en diciembre de 2016, cuando el secretario de la Marina, Ray Mabus, firmó una evaluación de la estructura de la fuerza que pedía una flota de 355 barcos con 12 portaaviones. Si se promulga, esta política requeriría que cada portaaviones de clase Gerald R. Ford se construya en tres o cuatro años.

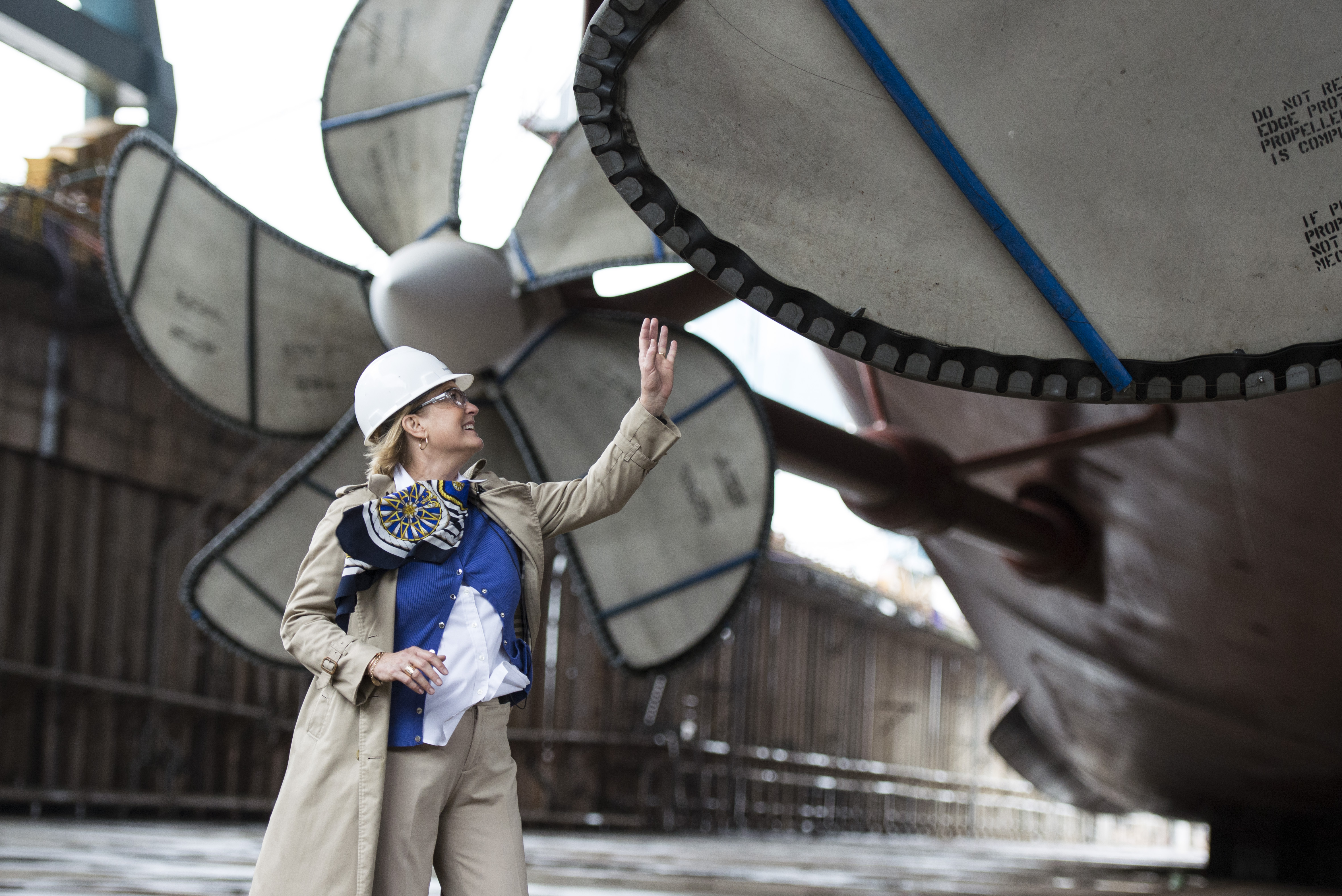
Susan Ford Bales, patrocinadora del USS Gerald R. Ford, examina una hélice en Dry Dock Nº 12 en Newport News Shipbuilding.

### Cambios de diseño tipográfico de primera clase
A medida que avanzaba la construcción del CVN-78, el astillero descubrió cambios de diseño de tipo de primera clase, que utilizará para actualizar el modelo antes de la construcción de las embarcaciones restantes de su clase. Varios de estos cambios de diseño se relacionaron con los cambios de configuración de EMALS, que requirieron cambios eléctricos, de cableado y de otro tipo dentro del barco. La Marina anticipa cambios de diseño adicionales derivados del desarrollo y las pruebas restantes de equipos de detención avanzados. Según la Marina, muchos de estos 19 000 cambios se programaron en el cronograma de construcción desde el principio, como resultado de la decisión del gobierno, en la adjudicación del contrato, de introducir mejoras en los sistemas de guerra del barco durante la construcción, que dependen en gran medida de la evolución de tecnologías comerciales.

## Buques de la clase
Se espera que la clase esté compuesta en total por diez buques. Hasta la fecha, han sido anunciado cinco buques:
| Buque                  | Numeral | Puesto en grada         | Botado                          | En servicio                 | Buque a reemplazar            | Referencias   |
| ---------------------- | ------- | ----------------------- | ------------------------------- | --------------------------- | ----------------------------- | ------------- |
| Gerald R. Ford         | CVN-78  | 13 de noviembre de 2009 | 9 de noviembre de 2013          | 22 de julio de 2017         | Enterprise (CVN-65)           |               |
| John F. Kennedy        | CVN-79  | 22 de agosto de 2015    | 29 de octubre de 2019           | Julio del 2025 (programado) | Nimitz (CVN-68)               | [ 1 ] [ 61 ]  |
| Enterprise             | CVN-80  | 5 de abril de 2022      | ~Noviembre de 2025 (programado) | ~2028 (programado)          | Dwight D. Eisenhower (CVN-69) | [ 61 ] [ 62 ] |
| Doris Miller           | CVN-81  | ~2026 (programado)      | ~Octubre de 2029 (programado)   | ~2032 (programado)          | Carl Vinson (CVN-70)          | [ 61 ]        |
| USS William J. Clinton | CVN-82  | ~2027 (programado)      | ~2032 (programado)              | ~2036 (programado)          | Theodore Roosevelt (CVN-71)   | [ 61 ]        |
| USS George W. Bush     | CVN-83  | Sin fecha (programado)  | Sin fecha (programado)          | Sin fecha (programado)      |                               |               |

### Buques similares
- Portaaviones Tipo 003
- Clase Queen Elizabeth
- PANG
- Shtorm